# 二瓶秀子
二瓶 秀子（にへい ひでこ、1971年1月2日 - ）は、福島県出身の日本の陸上競技選手。女子100m(11秒36)、200m(23秒82)の元日本記録保持者である。旧姓雉子波（きじなみ）。

## 経歴
福島県立福島女子高校（現在の福島県立橘高等学校）時代は平凡な選手に過ぎなかったが、福島大学進学後に頭角を現す。
大学卒業後は小学校教員となり、福島県内の小学校に赴任。教職の傍ら競技を続け、1995年200mで柿沼和恵と並ぶ23秒82の日本タイ記録を樹立した。福島大学大学院に進学した。
2001年の日本学生種目別選手権100mで11秒36の日本新記録を樹立した。11秒36はその年のエドモントンでの世界選手権参加標準記録を突破していたが、代表選考から漏れた。大学院修了後、引退。「これからは運動会で子供たちと走ります」という言葉を残して教職に復帰した。現在福島大学でコーチングを行うこともある。

## エピソード
- 夫は福島大学の後輩で学生時代は走高跳選手。吉田真希子らはいまだに[いつ?]「キジナミさん」と呼ぶ。

## 記録
- 100m － 11秒36 （2001年7月14日、日本歴代3位）
- 200m － 23秒77 （2001年7月15日）

## 主要大会成績
- 1994年
  - 日本選手権 200m 6位 24秒81（0.0）
- 1995年
  - 日本選手権 100m 5位 11秒94（-0.6） / 200m 3位 24秒19（+1.8）
- 1996年
  - 全日本実業団 100m 優勝 12秒12（-2.2）
- 1997年
  - 全日本実業団 200m 優勝 23秒91（-0.9）
  - 日本選手権 100m 3位 11秒73（+1.3） / 200m 2位 23秒88（0.0）
- 1999年
  - 日本選手権 100m 7位 12秒30（-2.2）
- 2000年
  - 日本インカレ 100m 優勝 11秒90（-1.3）
  - 日本選手権 100m 4位 11秒97（+1.1）
- 2001年
  - 東アジア大会 100m 5位 11秒80（+1.1） / 4x100mR 2位 44秒24（3走）
  - 日本選手権 100m 3位 11秒42（+3.7）